# HMS Indomitable (1907)
HMS Indomitable byl bitevní křižník třídy Invincible, který sloužil v britském královském námořnictvu. Byl postaven v roce 1907 a do služby byl uveden o rok později. Loď měla bohatou kariéru, zúčastnila se téměř všech důležitých bojů první světové války. Indomitable se zúčastnila honu na německý bitevní křižník SMS Goeben a lehký křižník SMS Breslau, který skončil neúspěšně. O rok později se zúčastnila bitvy u Dogger Banku, ve které významně přispěla k potopení německého pancéřového křižníku SMS Blücher, načež musela odtahovat vlajkovou loď floty HMS Lion. Loď se zúčastnila také slavné bitvy u Jutska, v níž zasáhla bitevní křižníky SMS Seydlitz a SMS Derfflinger. V této bitvě se přímo před zraky námořníků na Indomitable potopila její sesterská loď HMS Invincible. Po válce byla prohlášena za zastaralou a prodána v roce 1921 do Doveru, kde byla v roce 1923 sešrotována.